# Pompierre-sur-Doubs
Pompierre-sur-Doubs är en kommun i departementet Doubs i regionen Bourgogne-Franche-Comté i östra Frankrike. Kommunen ligger i kantonen Clerval som tillhör arrondissementet Montbéliard. År 2022 hade Pompierre-sur-Doubs 298 invånare.

## Befolkningsutveckling
Antalet invånare i kommunen Pompierre-sur-Doubs
Referens:INSEE